# Інтернаціонале (жіночий футбольний клуб)
Ця стаття про футбольний клуб, що існує з 2018 року. Про клуб «ASD Femminile Inter Milano», що існував з 2009 по 2018 рік, див. АСД Інтер (жіночий футбольний клуб)
Жіночий футбольний клуб «Інтернаціонале» (Мілан) (італ. Internazionale Milano Football Club, Inter femminile), більше знаний як просто «Інтер Вумен» — італійський жіночий футбольний клуб, заснований у 2018 році. Жіноча секція футбольного клубу «Інтернаціонале».

## Історія
Клуб офіційно був заснований 23 жовтня 2018 року шляхом придбання спортивних прав у іншого міланського жіночого футбольного клубу «АСД Інтер». Команда зайняла їх місце в Серії В, при, тому що «АСД Інтер» вже зіграв перші два тури турніру сезону 2018-2019 років. Першим головним тренером було назначено аргентинського спеціалиста Себастьяна де ла Фуенте.
28 жовтня 2018 року «Інтер» провів свій перший в історії офіційний матч, який завершився домашньою перемогою з рахунком 2:0 над «Читтаделлою». Перший гол в історії жіночого «Інтера» забила Фабіана Кості. Загалом «Інтернаціонале»  провели дуже впевнено весь чемпіонат, в активі «чорно-синіх» була 21 перемога та лише одна нічия. Перше місце  дозволило їм отримати підвищення на наступний сезон до Серії A.
Першою капітанкою команди стала Регіна Барезі, яка є донькою колишнього капітана «Інтера» Джузеппе Барезі та племінницею легендарного Франко Барезі, який виступав за «Мілан».
У сезоні 2024–2025 років «Інтернаціонале» очолив Джанп'єро Піовані. За три тури до закінчення чемпіонату міланський клуб достроково гарантував собі перший в історій вихід до жіночої Ліги чемпіонів УЄФА.